# Haunsberg
Der Haunsberg ist ein 835 Meter hoher, meist bewaldeter Bergrücken im Norden des Bezirks Salzburg-Umgebung (Flachgau) im österreichischen Bundesland Salzburg.

## Lage und Landschaft
Der Haunsberg liegt in weitgehender Insellage im Salzburger Alpenvorland, unweit nördlich der Stadt Salzburg, zu deren Bergumrahmung er gehört. Die Länge des gesamten Hügelmassivs beträgt rund 12 km und befindet sich in den Gemeinden Anthering, Berndorf bei Salzburg, Nußdorf am Haunsberg und Obertrum am See.
Der Bergkamm verläuft im Wesentlichen von Südsüdwest nach Nordnordost und trennt das Tal der Salzach und das der Oichten im Westen vom Salzburger Seengebiet im Osten. Seine höchste Erhebung befindet sich am südlichen Ende an der Gemeindegrenze zwischen Anthering und Nußdorf am Haunsberg. Gegen Norden flacht der Höhenzug ab.
Er wird zu den Salzburger Voralpen gerechnet, deren nordwestlichstes Bergmassiv er bildet, und gehört zur subalpinen Flyschzone.

## Erschließung und Sehenswürdigkeiten
Auf dem Haunsberg befinden sich die Kaiserbuche, ein symbolbehafteter Baum, der als Wahrzeichen des nördlichen Flachgaus gilt, sowie eine Radaranlage der Austro Control und etliche frühgeschichtliche Fundstellen.
Weiters wurde hier bis August 2018 statt der Salzburger Volkssternwarte am nahen Voggenberg die Vega-Sternwarte am Haunsberg errichtet, als Observatorium des Hauses der Natur. Das Ein-Meter-Teleskop ist eines der leistungsstärksten Fernrohre in Mitteleuropa. Begleitend bleibt in Voggenberg, dem bisherigen Standort, ein 35-cm-Teleskop.
An der Westseite im Gemeindegebiet von Nußdorf am Haunsberg ist der Kroisbachgraben mit seinen fossilen Funden von geologischer Bedeutung. Dort befinden sich auch die Kirche St. Pankraz am Haunsberg und die Ruine Haunsperg.
Für touristische Zwecke wurde ab der Kaiserbuche Richtung Süden ein Rundweg ausgeschildert. Des Weiteren existiert ein Wanderweg entlang des Bergkamms. Der Berg bietet etliche Plätze mit guter Fernsicht.

## Sport und Freizeit
Anstiege mit unterschiedlichen Schwierigkeitsgraden und Untergrundbeschaffenheit, die Nähe zur Stadt Salzburg und die Aussicht machen den Haunsberg zu einem beliebten Ziel für Radfahrer und Mountainbiker. Besondere Herausforderungen stellen die steilen Anstiege an der Nordwestseite bei Schlößl und Kleinberg dar. Von südlicher Seite gibt es Anfahrtsmöglichkeiten von Berndorf, den Trumer Seen und Anthering auf meist wenig befahrenen Straßen.
Der Sportwissenschaftler und Radfahrer Lukas Stadler fuhr am 2. Juni 2020 auf der Nordwestseite die Everesting-Challenge. Für die 8848 Höhenmeter und 208,5 Kilometer benötigte er 13:27h. Er ist somit der Erste, der diese Challenge auf dem Haunsberg absolvierte.
Für Laufsportler wird vom Skiclub Nußdorf der Haunsberglauf durchgeführt. Dabei sind auf knapp 6 Kilometer rund 400 Meter Höhendifferenz zuz bewältigen.